# Rubrik (Lehre)
Im Bereich der Lehre ist eine Rubrik eine Bewertungsskala zur Beurteilung der Qualität von Schülerantworten. Vereinfacht gesagt dient sie als Satz von Kriterien zur Bewertung von formativen und summativen Assessments. Typischerweise in Tabellenform dargestellt, enthalten Rubriken Bewertungsmaßstäbe, Definitionen für verschiedene Leistungsstufen und eine Bewertungsskala. Sie spielen eine doppelte Rolle: für Lehrkräfte bei der Korrektur von Aufgaben und für Schüler zur Planung ihrer Arbeit.

## Bestandteile einer Bewertungsskala
Eine Bewertungsskala umfasst in der Regel Dimensionen oder Kriterien, nach denen die Leistung bewertet wird, Definitionen und Beispiele, die die bewerteten Attribute veranschaulichen, sowie eine Bewertungsskala für jede Dimension:
- Merkmale oder Dimensionen, die als Grundlage für die Beurteilung der Schülerantworten dienen
- Definitionen und Beispiele zur Klärung jedes Merkmals oder jeder Dimension
- Eine Skala zur Bewertung jeder Dimension
- Standards der Exzellenz für bestimmte Leistungsniveaus mit Modellen oder Beispielen

## Typen
Rubriken können als holistisch, analytisch oder entwicklungsorientiert klassifiziert werden. Holistische Rubriken geben eine Gesamtbewertung für eine Arbeit ab, die alle Aspekte berücksichtigt. Analytische Rubriken bewerten verschiedene Dimensionen oder Komponenten separat. Entwicklungsorientierte Rubriken, eine Unterkategorie analytischer Rubriken, erleichtern die Bewertung, die Unterrichtsgestaltung und transformatives Lernen durch mehrere Dimensionen von Entwicklungsabfolgen.

## Schritte zur Erstellung einer Bewertungsskala
Zur Erstellung einer effektiven Bewertungsskala wird oft eine fünfstufige Methode verwendet:
- Modellanalyse - Bereitstellung von Beispielaufgaben unterschiedlicher Qualität zur Analyse durch die Schüler.
- Kriterienliste - Gemeinsame Erarbeitung der Kriterien für die Bewertungsskala unter Einbeziehung von Schülerfeedback.
- Qualitätsabstufungen - Definition hierarchischer Kategorien zur Beschreibung von Qualitäts- oder Entwicklungsniveaus.
- Anwendung an Modellen - Anwendung der Bewertungsskalen auf Beispielaufgaben durch die Schüler zur Vertiefung des Verständnisses.
- Selbst- und Peer-Assessment - Einführung von Selbst- und Peer-Grading zur Verstärkung des Lernens.

## Einsatzbereiche von Bewertungsskalen
Bewertungsskalen werden in Einzelbewertungen, Projekten und Abschlussarbeiten eingesetzt. Sie sind besonders nützlich, wenn mehrere Bewerter eine einheitliche Bewertung sicherstellen sollen. Rubriken sind ideal für die Bewertung von Projekten, da sie Kriterien für verschiedene Komponenten liefern.

## Entwicklungsorientierte Rubriken
Entwicklungsorientierte Rubriken, eine Unterkategorie analytischer Rubriken, nutzen mehrere Dimensionen von Entwicklungsabfolgen zur Bewertung, Unterrichtsgestaltung und fördern transformatives Lernen. Sie definieren Praxisformen innerhalb einer Gemeinschaft von Experten und zeigen transformatives Lernen durch dynamische Abfolgen auf. Lehrkräfte teilen die entwicklungsorientierten Rubriken mit den Schülern und bestimmen die Zielmodi der Praxis für den Kurs. Die Rubriken werden in Echtzeit zur Motivation der Schülerentwicklung genutzt, indem sie sich auf eine Dimension nach der anderen konzentrieren.

## Etymologie und Geschichte
Der Begriff Rubrik bezeichnete ursprünglich Anweisungen in Prüfungen oder eine Überschrift in einem Dokument. In der modernen Bildung hat er sich zu einem Bewertungsinstrument entwickelt, das mit Lernzielen verknüpft ist. Der Übergang zur Bildung erfolgte in den 1970er Jahren mit der Konstruktion standardisierter Bewertungsmaßstäbe für Schreibbewertungen.